# Aspalathus pinguis
Aspalathus pinguis là một loài thực vật có hoa trong họ Đậu. Loài này được Thunb. miêu tả khoa học đầu tiên.